# Fitzwilliam College, Cambridge

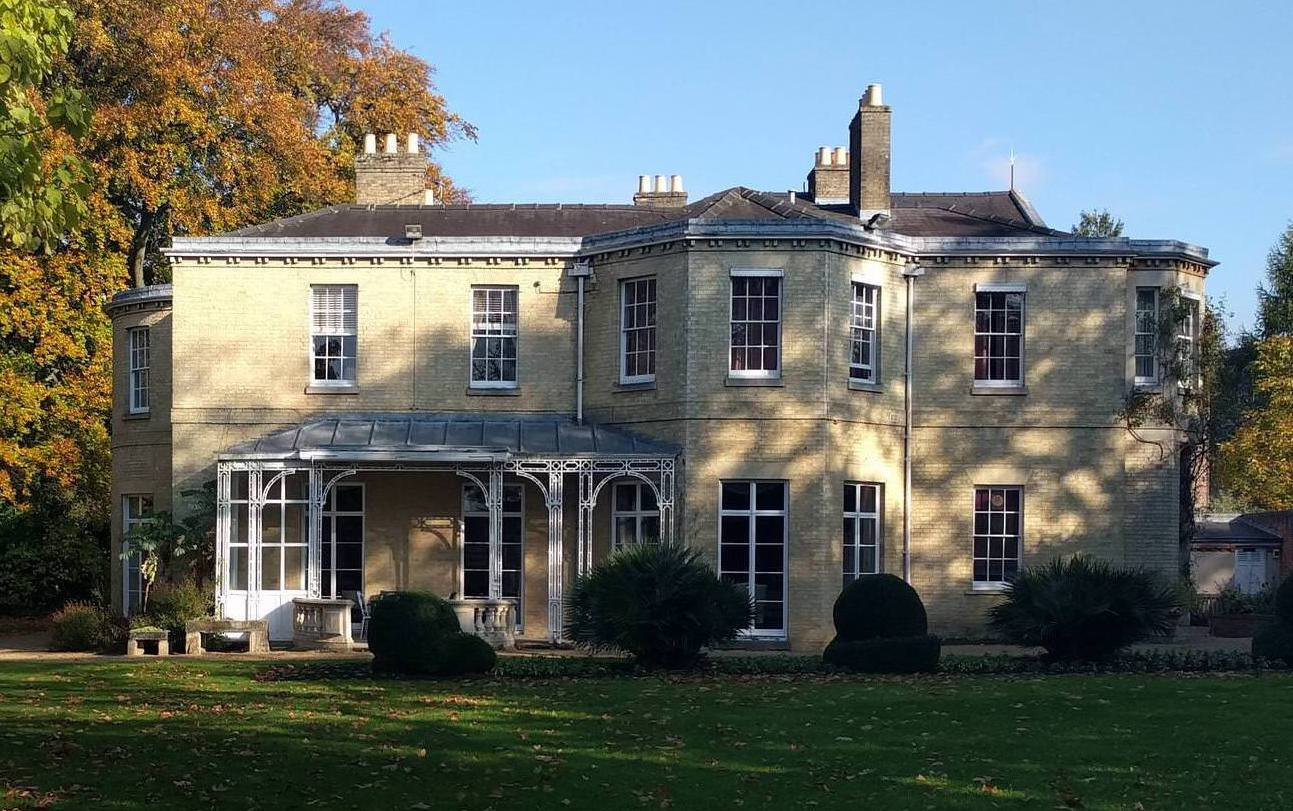
O Grove, Fitzwilliam College, Cambridge

Escudo da Fitzwilliam College

Fitzwilliam College (legalmente O Mestrado, Bolsistas e Bolsistas do Fitzwilliam College na Universidade de Cambridge ) é uma faculdade constituinte da Universidade de Cambridge, Inglaterra.
A faculdade tem origens em 1869 na fundação do Conselho de Estudantes Não Colegiados, um empreendimento destinado a oferecer a estudantes academicamente excelentes de todas as origens, a chance de estudar na universidade. A instituição era localizada no Fitzwilliam Hall frente ao Museu Fitzwilliam, no sudoeste de Cambridge. Tendo mudado para o local atual no norte da cidade, a faculdade alcançou o estatuto de colegiado em 1966. Estudantes do sexo feminino foram admitidas pela primeira vez em 1978.
Atualmente, Fitzwilliam abriga cerca de 475 estudantes de licenciatura, 400 estudantes de pós-graduação e 90 bolsistas. Pelo número total de alunos, é a sétima maior faculdade em Cambridge desde 2018/19.
Dos alunos notáveis da Fitzwilliam College constam seis vencedores do Prémio Nobel, académicos, três chefes de estado, um juiz do Supremo Tibunal de Justiça do Reino Unido, políticos, incluindo o ex-líder dos Democratas Liberais, Ministro das Finanças e o atuais e ex- comissários da Polícia Metropolitana.

## História

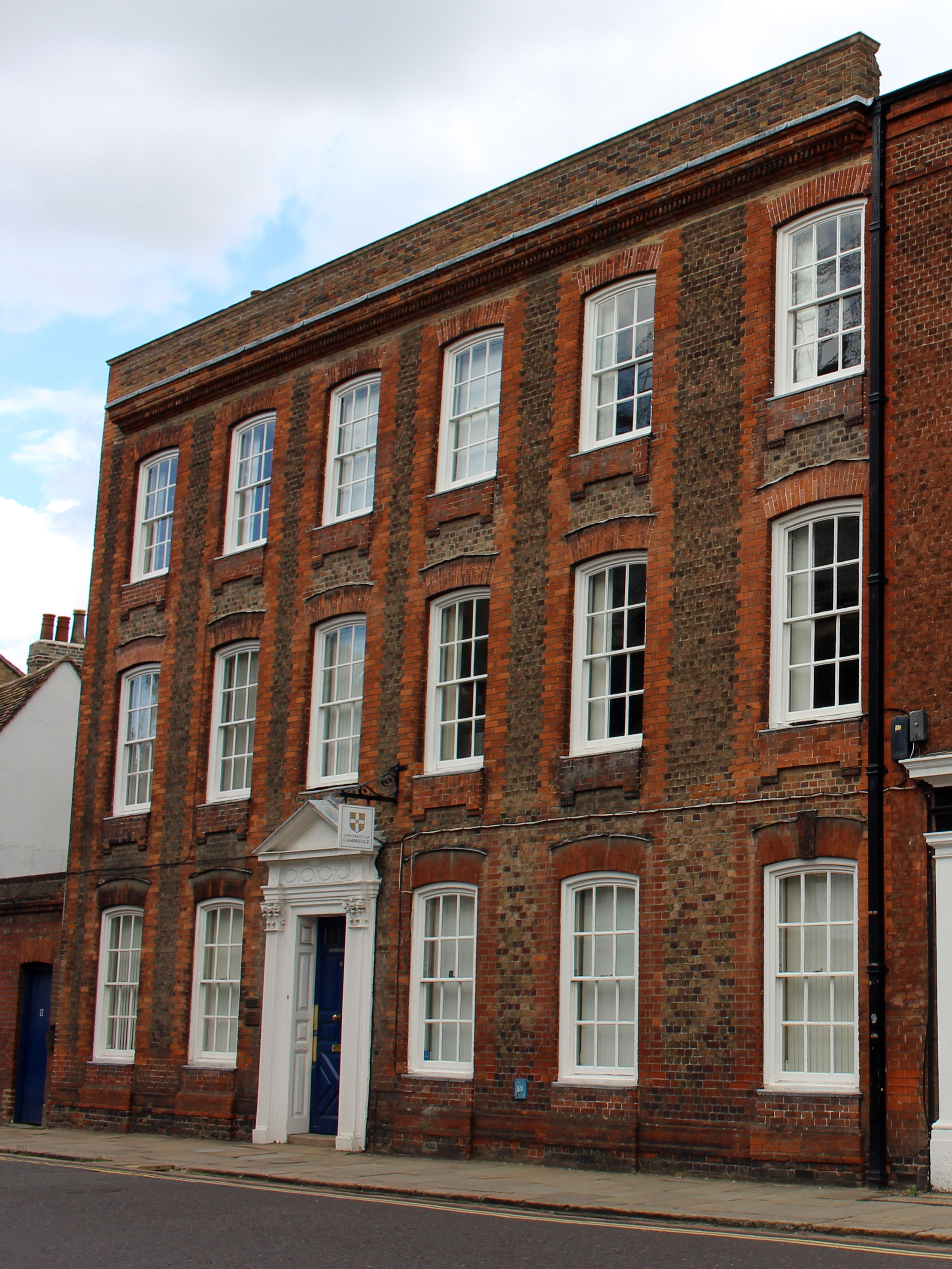
31 Trumpington Street (frente ao Museu Fitzwilliam), sede da Fitzwilliam House 1874-1963

A placa da faculdade na Huntingdon Road (removida em maio de 2008 para dar lugar a novos trabalhos de construção).

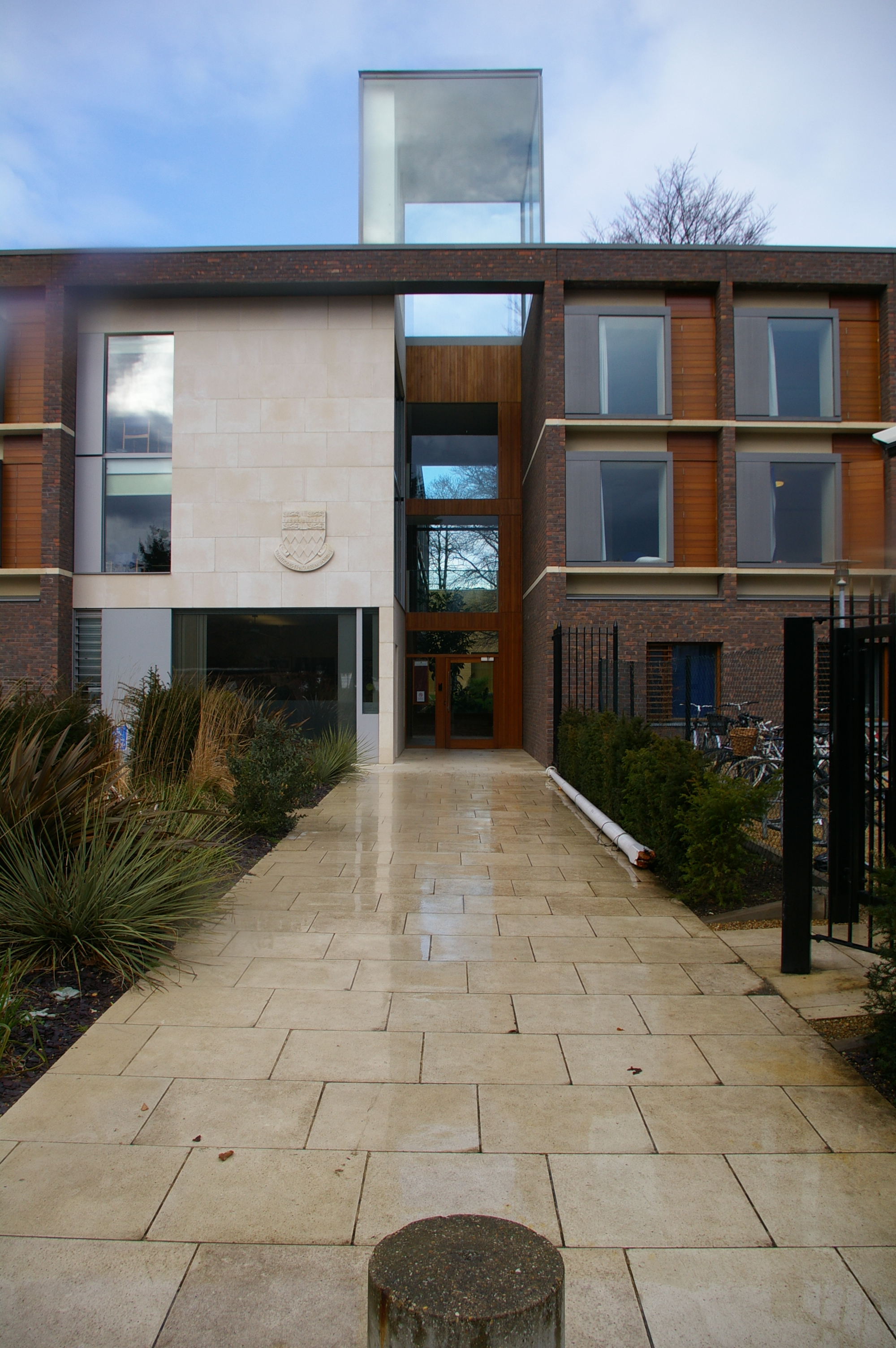
A atual entrada principal e o alojamento dos porteiros no Storey's Way.

### Fundação
Em 1869, a Universidade de Cambridge alterou  os estatutos afim de permitir que homens não-membros duma faculdade se tornassem membros da Universidade sob a supervisão de um censor, cujo escritório era na Trumpington Street, frente ao Museu Fitzwilliam, fundado em 1816 sob a vontade de Richard FitzWilliam, 7º Visconde FitzWilliam (1745-1816). Isso proporcionou aos alunos sem condições de pertencer a uma faculdade uma base para estudar na Universidade, permitindo que fossem admitidos para diplomas, fizessem exames e competissem a bolsas de estudo. O nome "Fitzwilliam" foi escolhido pelos estudantes numa reunião do Clube Não-Colegial de Amalgamação na primavera de 1887 e, como resultado, a Universidade decretou que a sede na Trumpington Street ficaria doravante conhecida como Fitzwilliam Hall. O brasão de armas do novo estabelecimento apropriou as armas da família FitzWilliam (lozangy argent e gules ), às quais não tinha ligação, e acrescentou como principal as armas da Universidade de Cambridge. Fitzwilliam Hall tornou-se a sede do Conselho de Estudantes Não Colegiados e facultou instalações para estudantes e acomodações limitadas. Foi renomeada para Fitzwilliam House em 1922.
Devido à ênfase na capacidade académica e não na riqueza, Fitzwilliam atraiu um forte contingente académico que iria incluir futuros vencedores do Prémio Nobel, chefes de Estado e importantes personalidades judiciais. Desenvolveu uma tradição em Medicina e estabeleceu uma reputação como uma das instituições mais diversificadas internacionalmente dentro da Universidade.
Em 1966, a Fitzwilliam House recebeu uma carta real da rainha no Conselho e tornou-se então na Fitzwilliam College.
Fitzwilliam foi o terceiro colégio de Cambridge e é, até hoje, um dos sete que venceram o University Challenge. Esse feito ocorreu em 1973 com uma equipe composta por Philip Bassett (Botânica), David Curry (Ciências dos Materiais), David Wurtzel (Direito) e Michael Halls (inglês). A mesma equipe participou  na Reunited Series de 2002 e ganhou o único jogo, que foi contra a faculdade vizinha Churchill, vencedor da série de 1970.

## Edifícios e terrenos

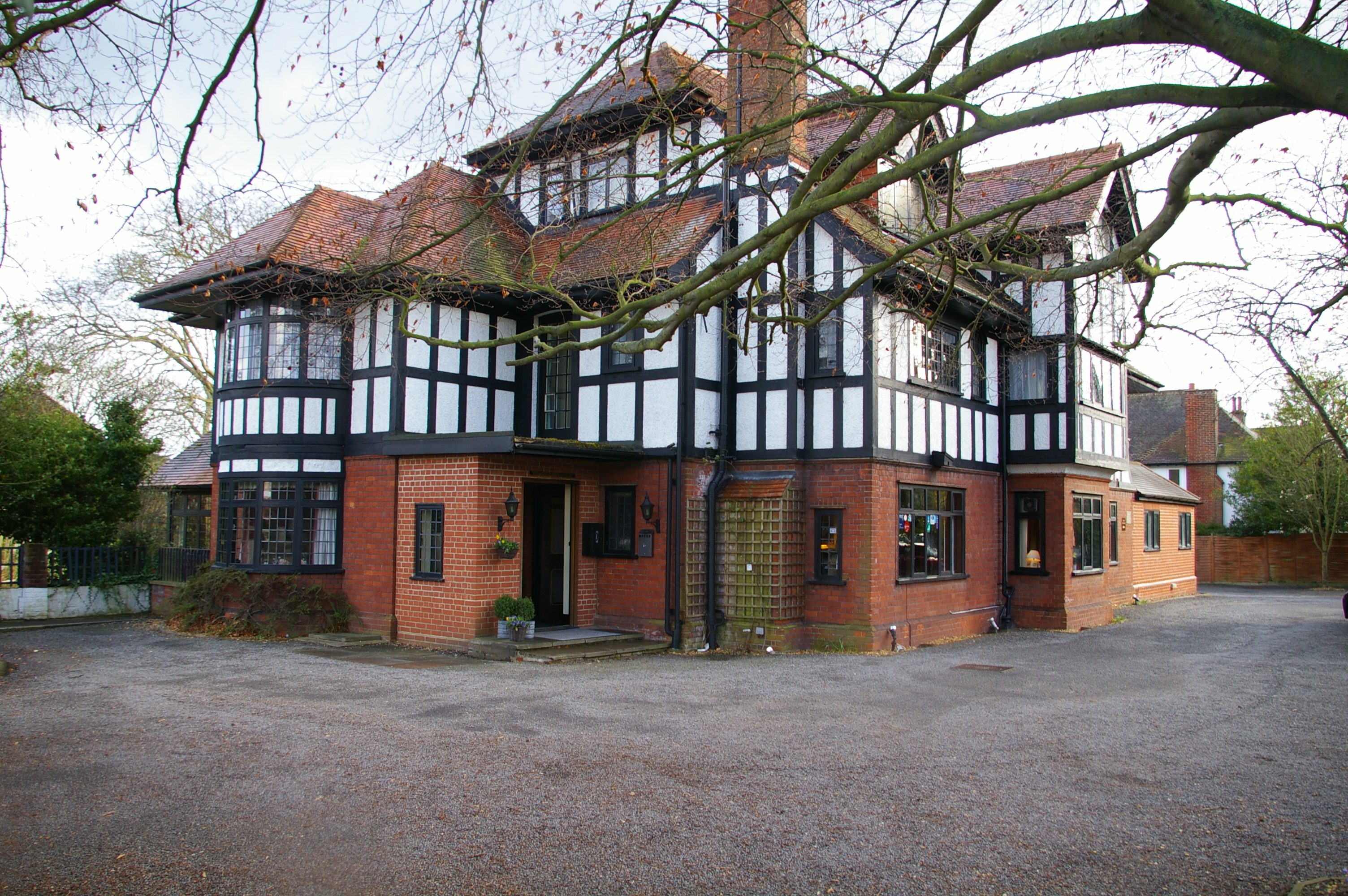
Um dos albergues da faculdade, localizado ao canto de Storey's Way

Os principais terrenos do Colégio estão localizados ao canto da Storey's Way, no noroeste de Cambridge. A faculdade é às vezes identificada como uma das faculdades de Hill, juntamente com a Churchill College, a St Edmund's College, a Girton College e a Murray Edwards College. Essas faculdades estão entre as mais recentemente estabelecidas e tendem a partilhar certos aspectos arquitetónicos.
O Fitzwilliam consiste numa variedade de edifícios modernos, construídos nos terrenos dum património da época Regency.

### Brazão
Paralelamente ao nome, o brasão de armas da faculdade foi usado pela primeira vez na década de 1880, quando o Fitzwilliam Hall requeria um emblema representante do seu recém-formado clube de remo. O resultado foi uma combinação entre o brasão da Universidade e o escudo de losango usado pelos condes de Fitzwilliam. Inicialmente, o design foi usado não oficialmente e só quando Fitzwilliam estava no processo de alcançar o status de colegiado, cerca de 80 anos depois,  solicitou uma concessão de armas. O projeto foi formalmente registado pelo duque de Norfolk em nome da rainha em Conselho no final dos anos 60. Notavelmente, o brasão de armas da Fitzwilliam é o único emblema da faculdade a fazer referência ao brasão de armas da Universidade.

#### Lema
O lema da faculdade é: Ex antiquis et novissimis optima ( o melhor do antigo e do novo ).
Entretanto, o lema foi adotado pela vila vizinha de Hardwick e é muito semelhante ao do St Catherine's College, Oxford, que foi estabelecido com objetivos muito semelhantes aos da Fitzwilliam.

### Cores

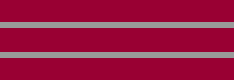
As cores cinza e vermelho da faculdade são usadas com destaque no lenço

Registos iniciais dos clubes desportivos da faculdade descrevem as cores "cinza e rubi". Na Páscoa de 1892, as cores foram definidas como "cinza cardinal e francês". Depois disso, vários tons foram utilizados, embora os laços da sala de combinação do meio, que celebram a fundação de 1869, tenham voltado ao cardeal como sua cor principal. Hoje, o College é associado às cores cinza e vermelho escuro, embora tenha sido usado simultaneamente 'azul e amarelo', com o azul permanecendo a cor principal dalguns blazers até a década de 1960.

### Mascote

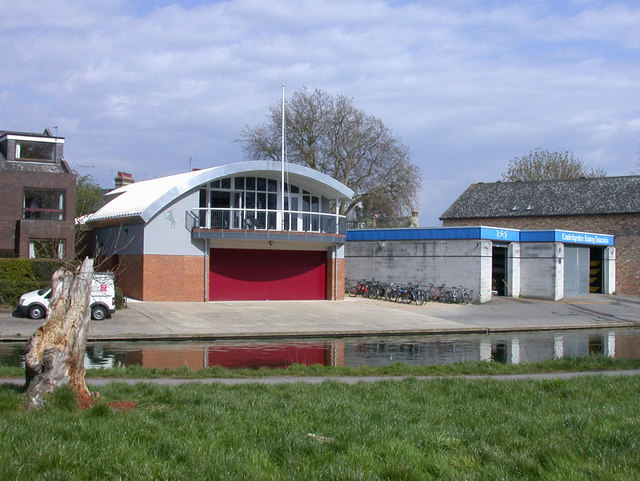
Barcos da faculdade no rio Cam, e mascote Fitzbilly na frente

Os primeiros registros dos clubes esportivos da faculdade descrevem as cores como "cinza e rubi". Na Páscoa de 1892, as cores foram definidas mais de perto como "cinza cardinal e francês". [42] Desde então, várias tonalidades foram usadas, embora os laços da sala de combinação do meio, que celebram a fundação de 1869, tenham voltado ao cardeal como sua cor principal. Hoje, o College está firmemente associado às cores cinza e vermelho escuro, embora elas tenham sido ao mesmo tempo 'azul e amarelo', com o azul permanecendo a cor principal de alguns blazers esportivos até a década de 1960. Os estudantes da Fitzwilliam são informalmente chamados Fitzbillys ou Billygoats. A cabra é assim a mascote popular da faculdade e a imagem duma cabra pode ser vista na casa do barco, na bandeira do clube e em vários lugares da faculdade.

## Vida de estudante
Ex-alunos de escolas estaduais representam 70 a 75% de licenciados da faculdade. No entanto, como muitos deles são estudantes estrangeiros ou de escolas secundárias provinciais e principais escolas abrangentes, a associação é muito mais diversa do que os números possam sugerir.
Cam FM, a estação de rádio administrada por estudantes da universidade, transmite a partir da Fitzwilliam College.

#### Quarteto Fitzwilliam

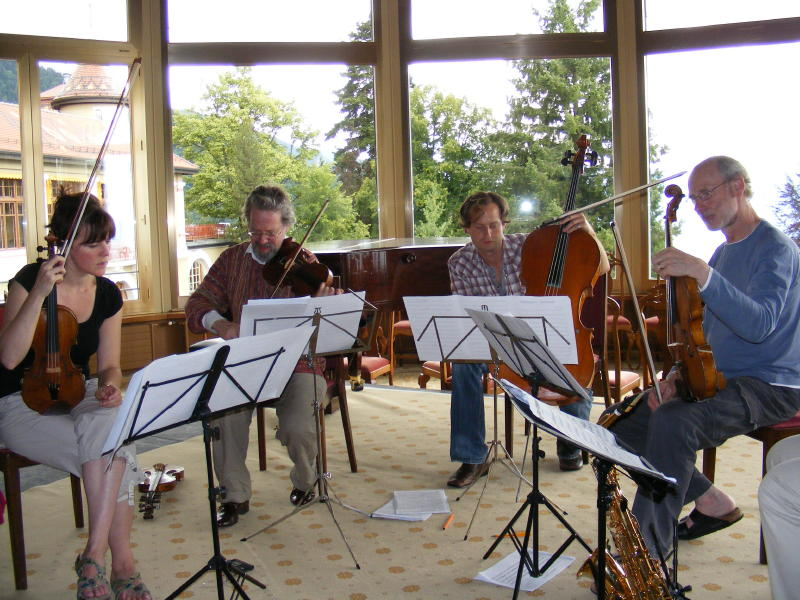
Quarteto Fitzwilliam em 2008

Fitzwilliam é a única faculdade de Cambridge com um quarteto de cordas profissional residente. O Quarteto Fitzwilliam foi criado por estudantes de Cambridge, dois deles estudantes na Fitzwilliam, em 1968. Estrearam-se no Festival de Artes de Sheffield e, após a formatura em 1971, tornaram-se o Quarteto Residente da Universidade de York.
Após apenas um ano de residência, familiarizaram-se com o compositor russo Dmitri Shostakovich e ganharam reconhecimento internacional quando foram convidados a estrear vários dos seus quartetos de cordas. Foram o primeiro grupo a tocar e gravar todos os 15 dos quartetos de cordas e o próprio Shostakovich, descreveu-os como os seus "artistas preferidos". Quando o compositor morreu em Agosto de 1975, eles tinham prevista uma visita a ele em Moscovo no mês seguinte.

#### Orquestra Universitária
A Orquestra Filarmónica da Universidade de Cambridge (UCPO) foi fundada como uma ramificação da Fitzwilliam College Music Society. No início, a orquestra era apoiada por doações da faculdade  e ensaios eram realizados localmente. A orquestra chamava-se West Cambridge Symphony Orchestra, porque a maioria dos membros era de faculdades de West Cambridge - predominantemente Fitzwilliam, Churchill e New Hall. Embora a orquestra tenha mudado de nome mais tarde, um grupo afiliado menor, conhecido como West Cambridge Sinfonia, mantém essa referência.
Hoje, a orquestra ensaia principalmente na Igreja de St Giles. Fazem tournées e gravam regularmente e fazem shows universitários uma vez por semestre. Em Fitzwilliam, o papel originalmente desempenhado pelo WCSO foi assumido pela Orquestra na Colina.

## Ex-alunos notáveis

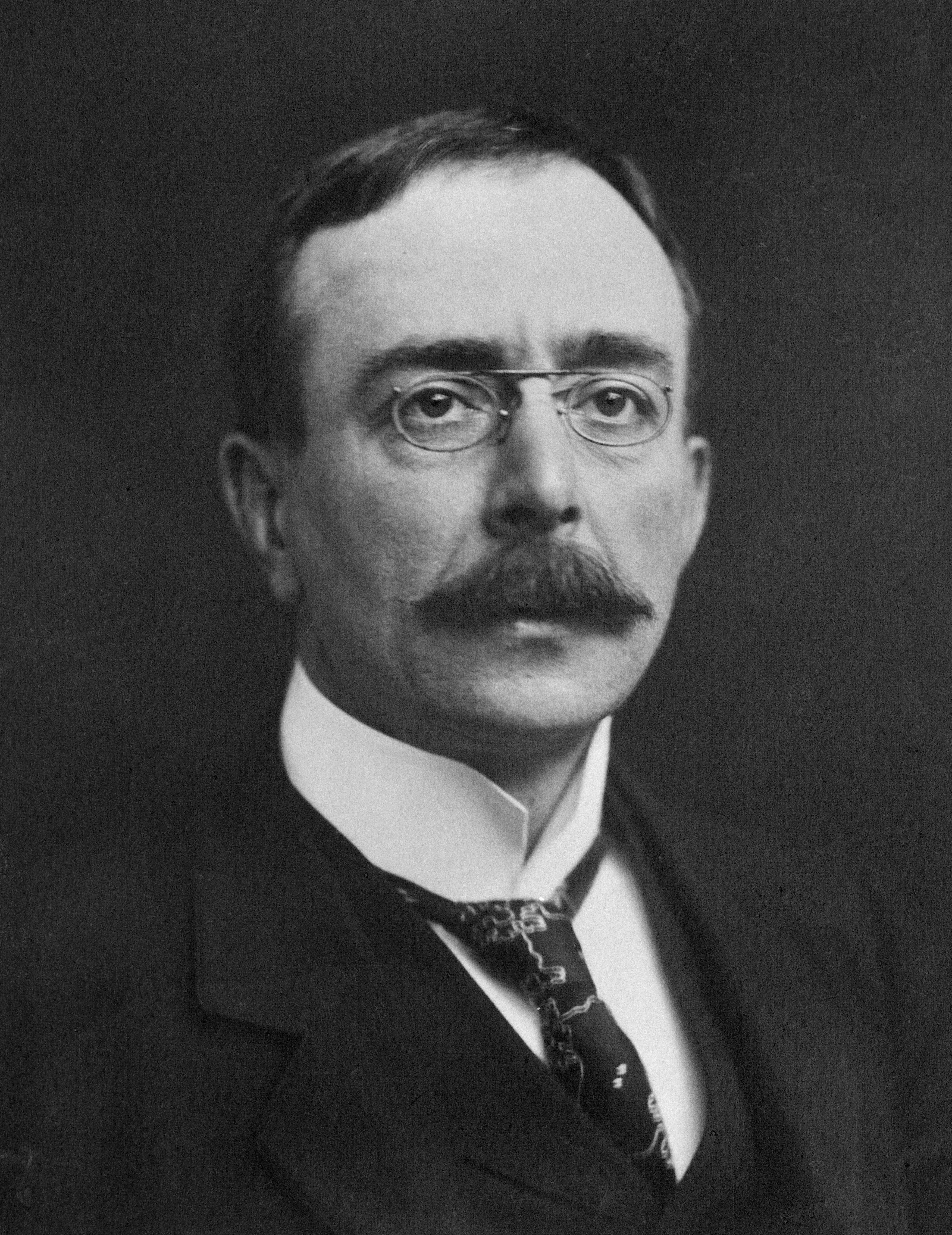
Sir Charles Scott Sherrington, neurocientista, vencedor do Prémio Nobel de Medicina (1932)
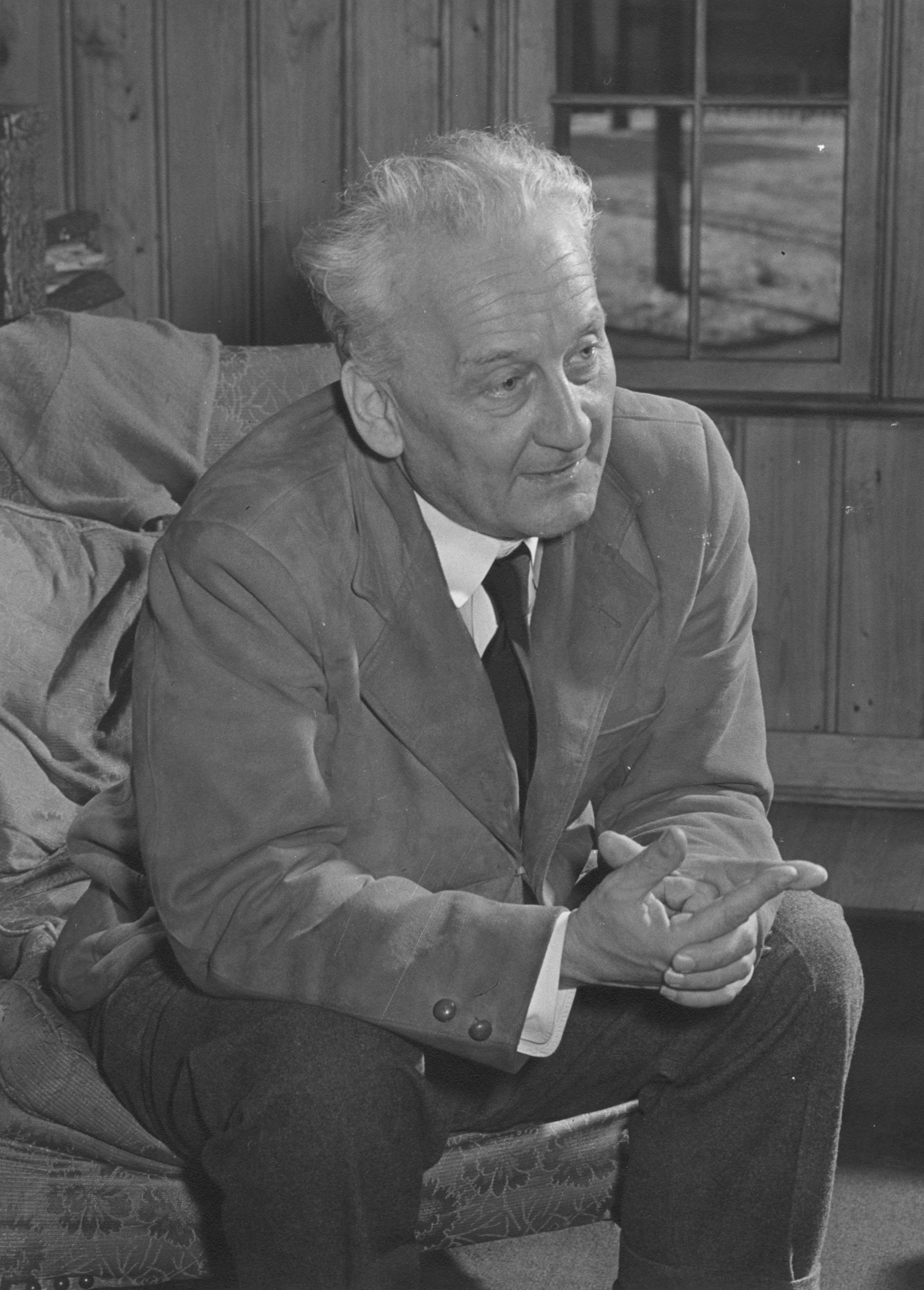
Albert Szent-Györgyi, fisiologista húngaro famoso por descobrir a vitamina C, vencedor do Prémio Nobel de Medicina (1937)
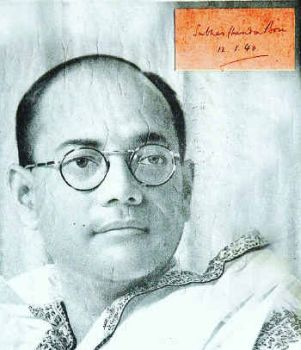
Subhas Chandra Bose, líder revolucionário indiano
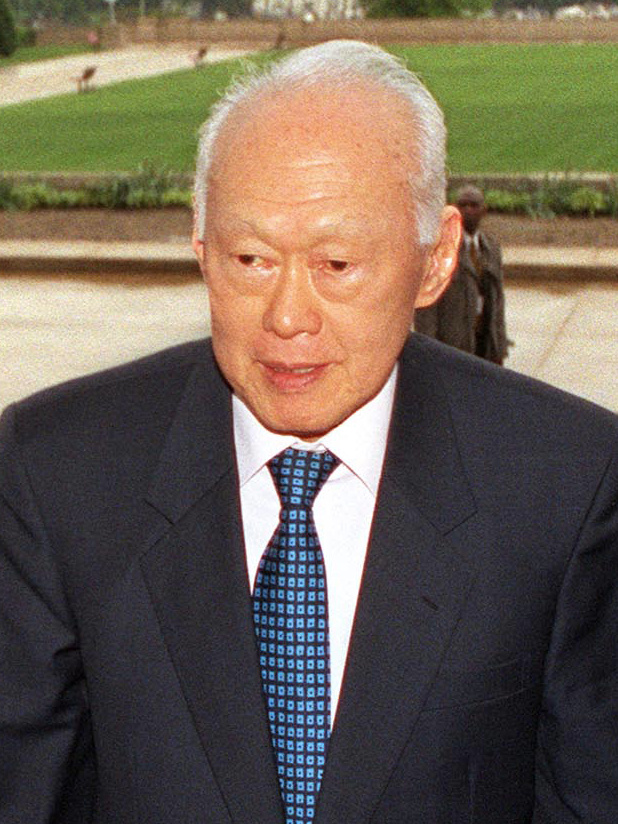
Lee Kuan Yew, o primeiro ministro de Singapura (1959–90)
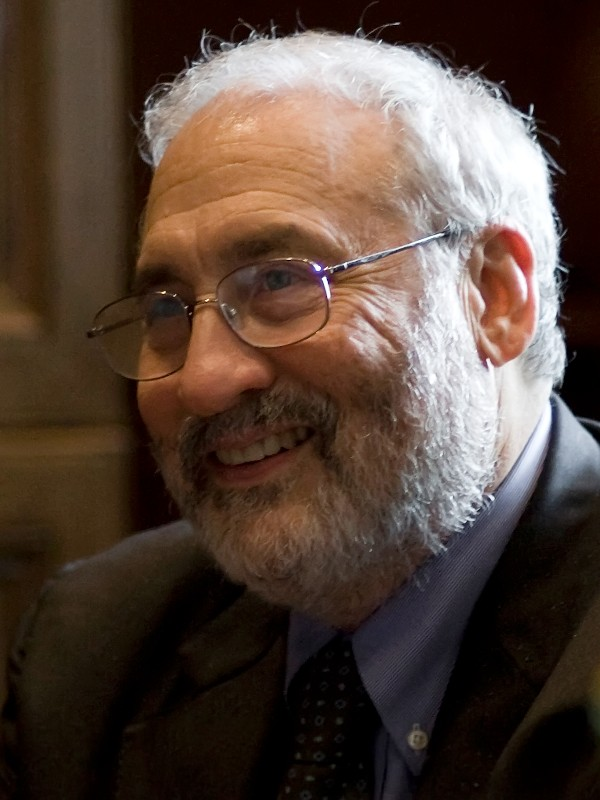
Joseph Stiglitz, economista-chefe do Banco Mundial (1997-2000) e vencedor do Prémio Nobel de Economia (2001)
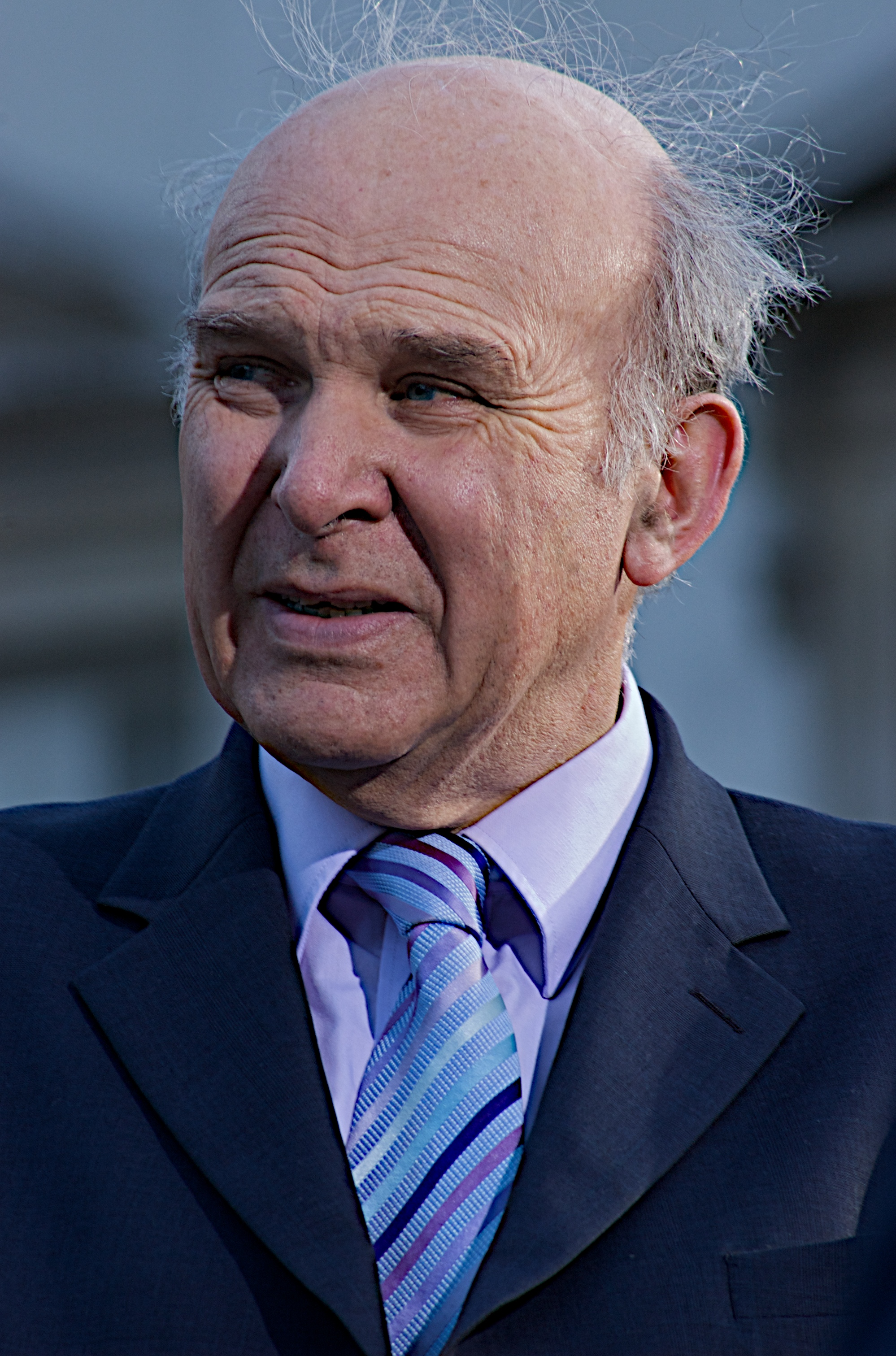
Vince Cable, político, Líder dos Democratas Liberais (2017-19) e Secretário de Negócios e Inovação (2010-15)
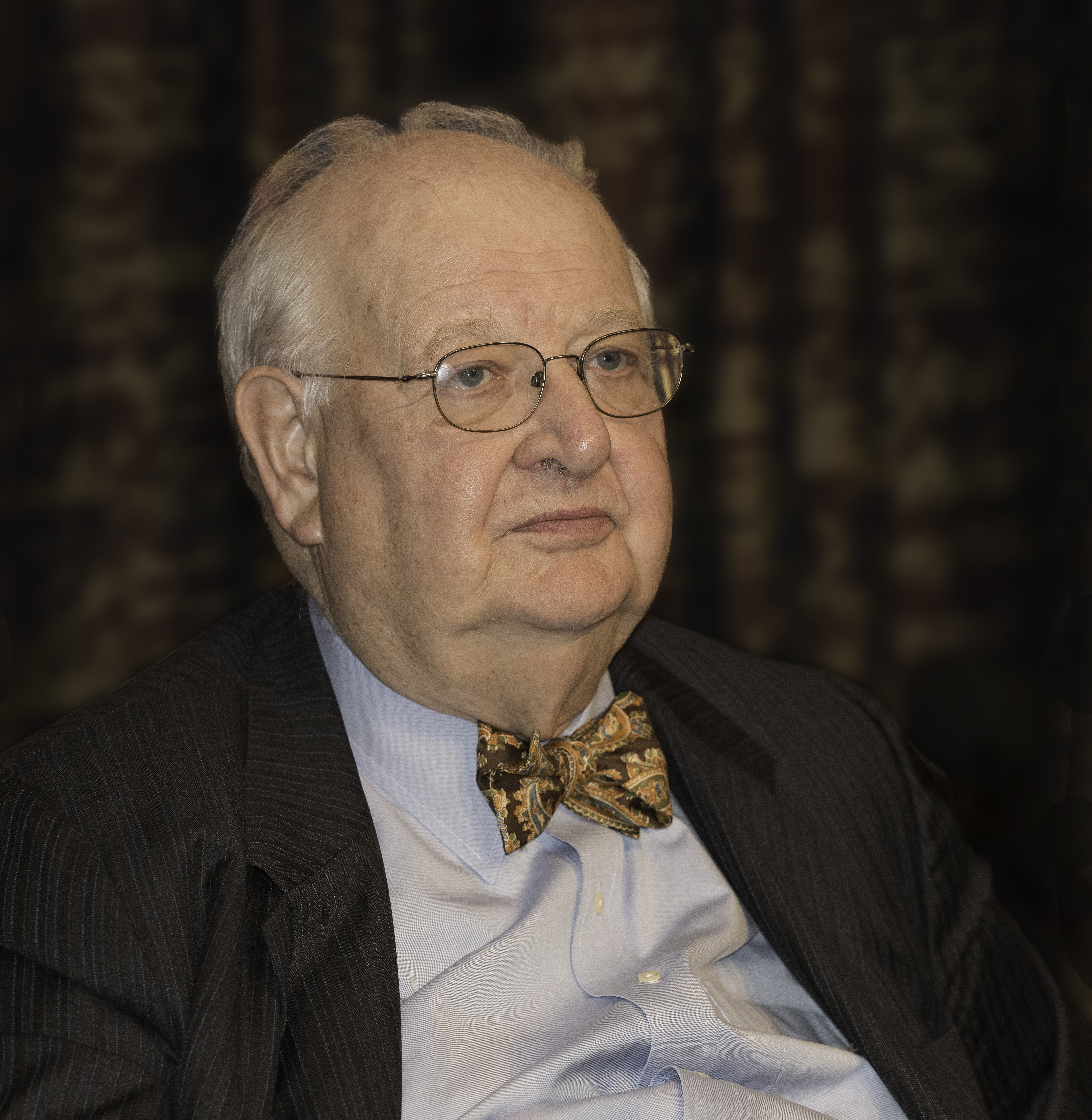
Angus Deaton, economista e vencedor do Prémio Nobel de Economia (2015)
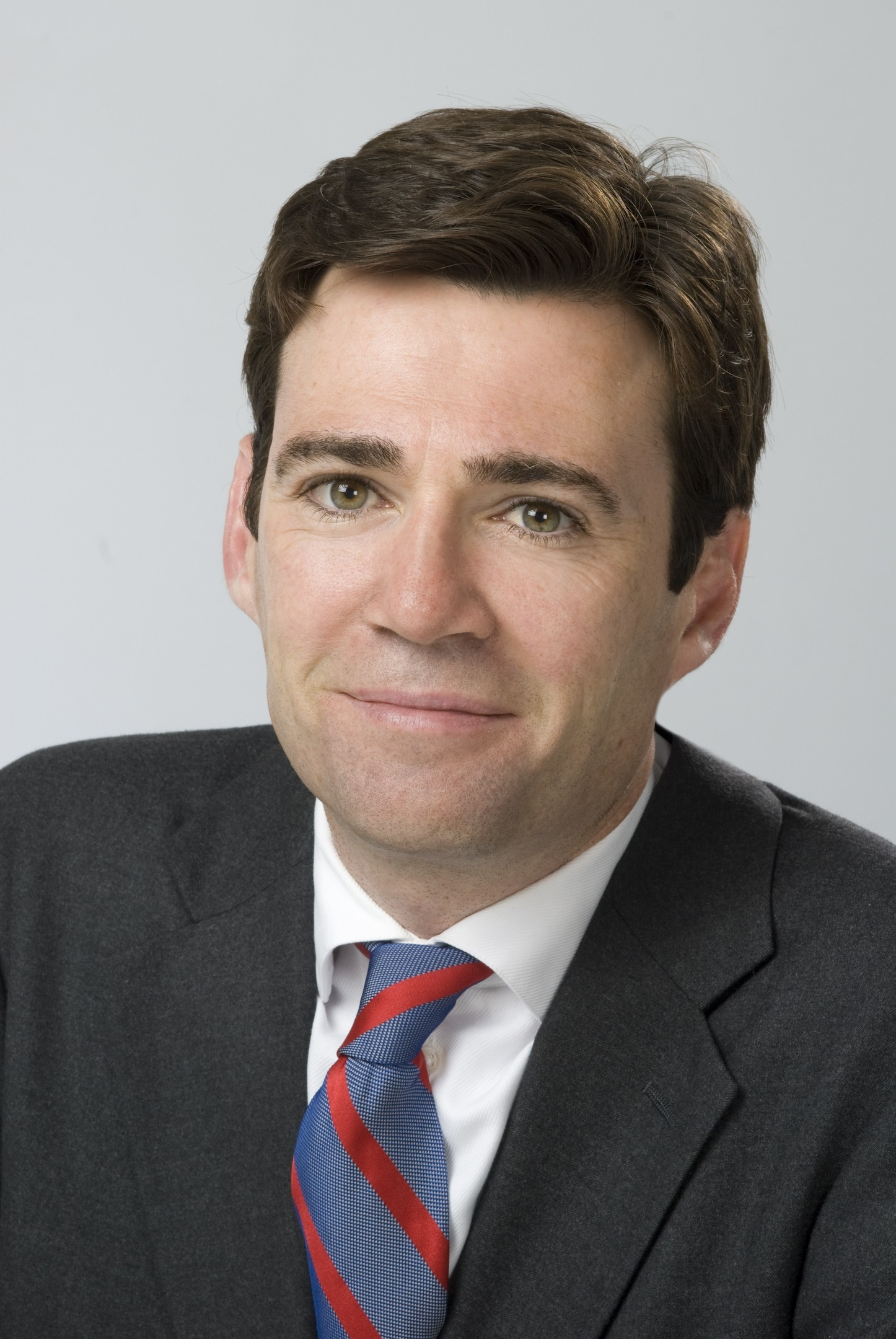
Andy Burnham, político, Presidente da Câmara Municipal de Manchester (2017-), secretário de Saúde (2009-10) e secretário de Cultura (2008-09)
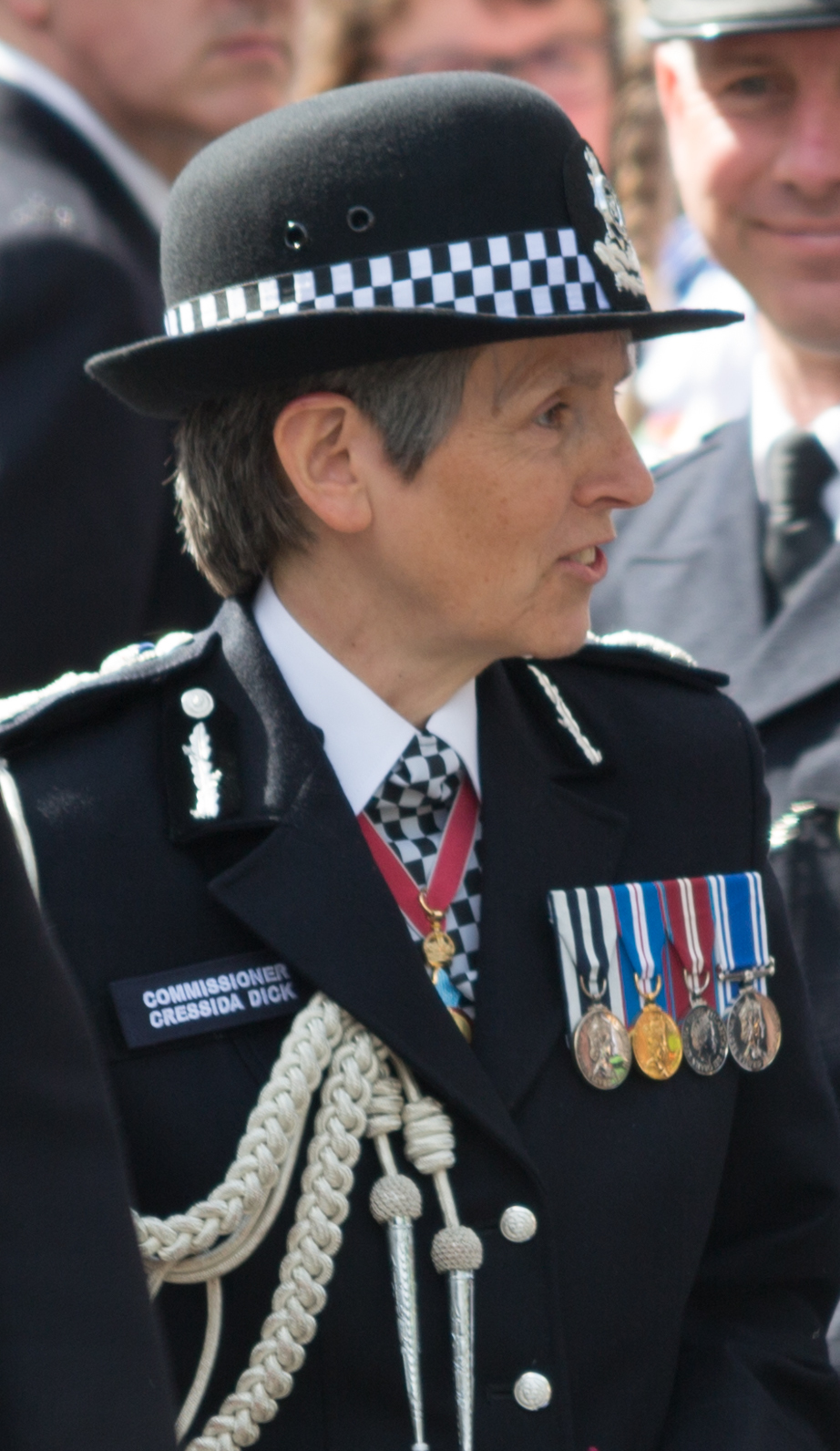
Cressida Dick, primeira mulher Comissária da Polícia Metropolitana (2017-)
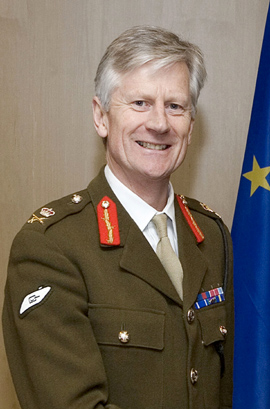
David Leakey, Diretor Geral do Estado-Maior da União Europeia (2007-10) e Black Rod (2011-18)
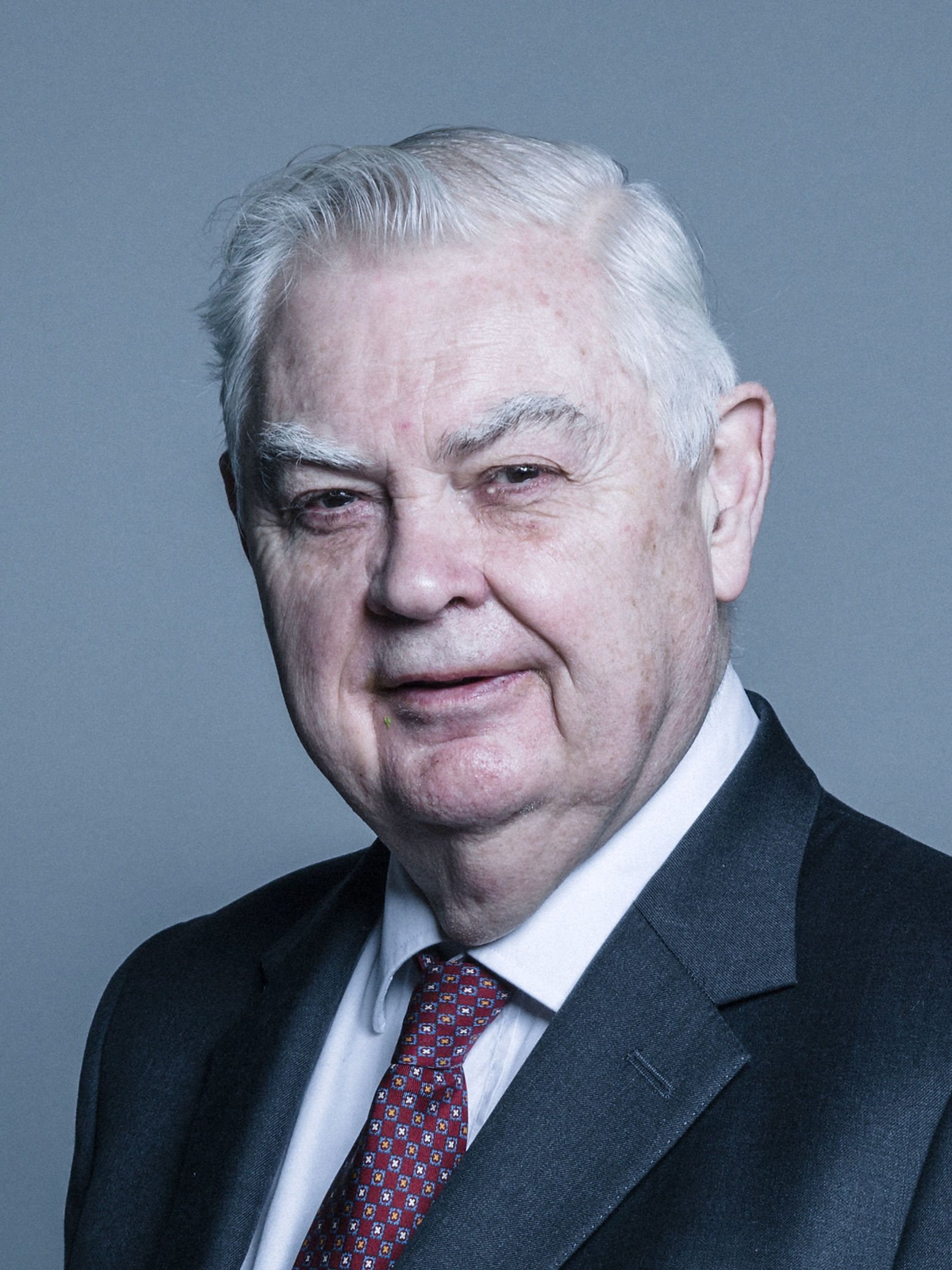
Norman Lamont, político, Chanceler do Tesouro (1990–92)
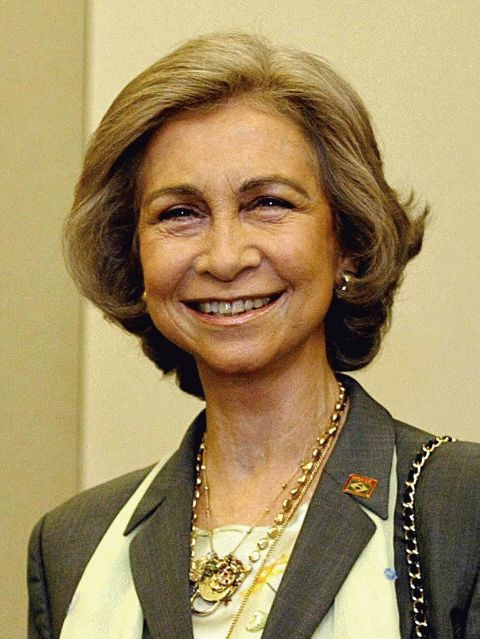
Rainha Sofía da Espanha, Rainha Consorte da Espanha e Juan Carlos I da Espanha (1975-2014)
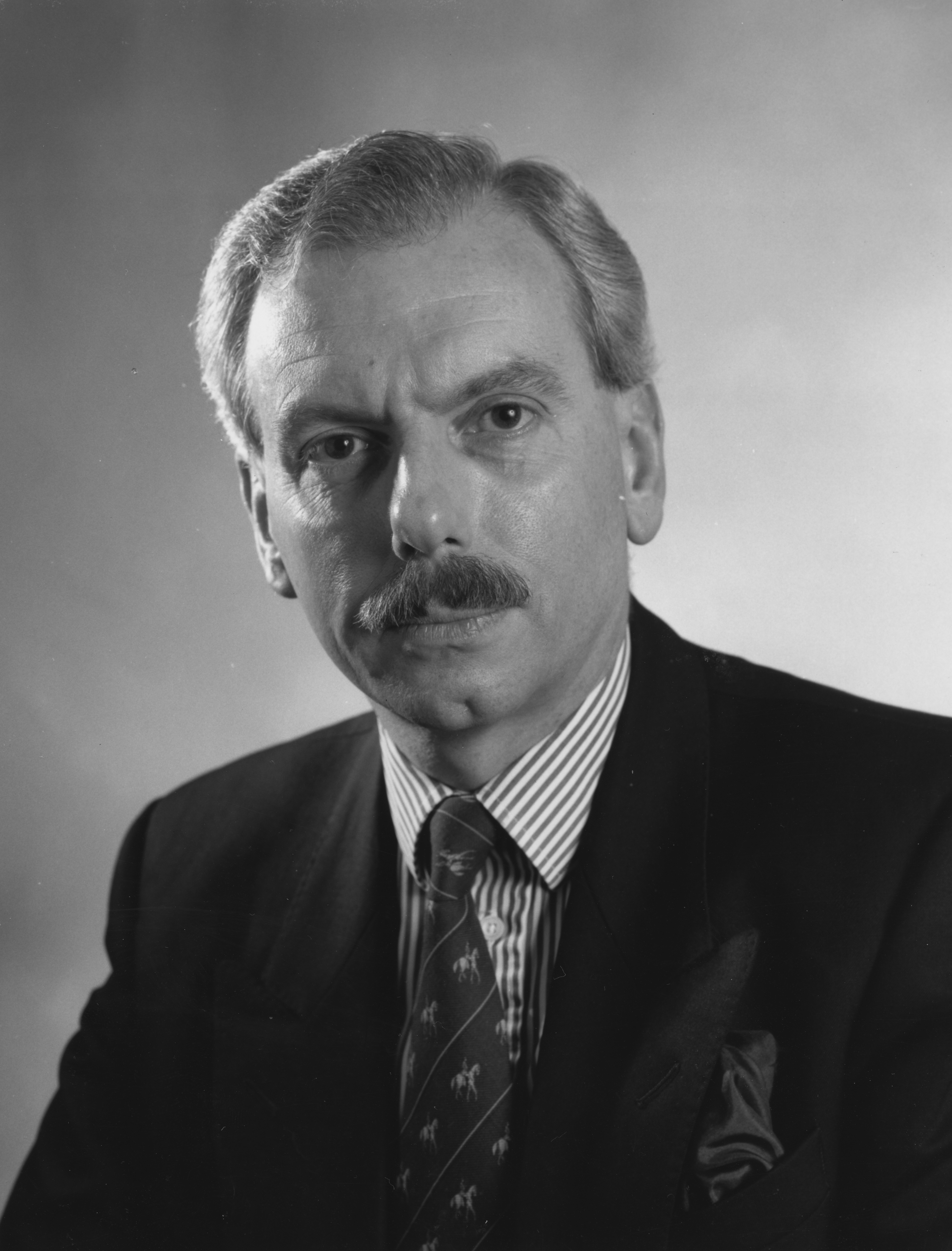
David Starkey, historiador constitucional e apresentador de rádio e televisão

## Académicos notáveis
| Nome                       | Nascimento | Morte | Carreira |
| -------------------------- | ---------- | ----- | --- |
| Reginald C. Fuller         | 1908       | 2011  | Teólogo, co-editor da Revised Standard Version Catholic Edition |
| Cadeia Sir Ernst Boris     | 1909       | 1979  | Bioquímico, vencedor do Prémio Nobel de Medicina de 1945, por descobrir a estrutura da penicilina |
| Stanley Alexander de Smith | 1922       | 1974  | Jurista e autor, pioneiro em direito administrativo, Comissário Constitucional das Ilhas Maurícias |
| Sam Toy                    | 1923       | 2008  | Industrialista, Presidente da Ford da Grã-Bretanha |
| John M Hull                | 1935       |       | Teólogo prático, conhecido pelo trabalho sobre cegueira e deficiência |
| Sir Anthony Bottoms        | 1939       |       | Criminologista, autor |
| Rhodri Jeffreys-Jones      | 1942       |       | Historiador, especialista em política externa americana |
| David Pearl                | 1944       |       | Advogado, Presidente do Tribunal de Apelação de Imigração |
| Bryan S. Turner            | 1944       |       | Sociólogo, Diretor do Centro de Estudos das Sociedades Muçulmanas Contemporâneas |
| David Starkey              | 1945       |       | Historiador constitucional e apresentador de rádio e televisão |
| Sir Angus Deaton           | 1945       |       | Microeconomista, ganhador da Medalha Frisch inaugural e, em 2015, do Prémio Nobel de Ciências Económicas |
| Clive Wilmer               | 1945       |       | Poeta, crítico de arte, editor fundador da Numbers, diretor da Guilda de São Jorge (2004 - presente) |
| Henry McLeish              | 1945       |       | Político, segundo Primeiro Ministro da Escócia (2000–2001) |
| Paul Muldoon               | 1951       |       | Poeta, vencedor do Prémio TS Eliot de 1994 e do Prémio Pulitzer de Poesia de 2003, professora de poesia de Oxford (1999–2004), presidente da Sociedade de Poesia (2007 – presente) e editora de poesia do The New Yorker |
| Martin Millett             | 1955       |       | Arqueólogo, Diretor da Sociedade de Antiquários de Londres |
| Jonathan Partington        | 1955       |       | Matemático, escritor de alguns dos primeiros jogos de computador baseados em texto |
| John Mullan                | 1957       |       | Crítico literário e juiz do Prémio Man Booker |

### Mestres
O atual mestre da faculdade é Sally Morgan, Baronesa Morgan de Huyton. É membro do Partido Trabalhista, trabalhou oito anos em 10 Downing Street e foi Ministra das Mulheres e da Igualdade.
Ela atuou no conselho da Olympic Delivery Authority para os Jogos Olímpicos e Paraolímpicos de Londres 2012 e é ex-presidente da Ofsted e vice-presidente do King's College London.